# Gerry Cinnamon

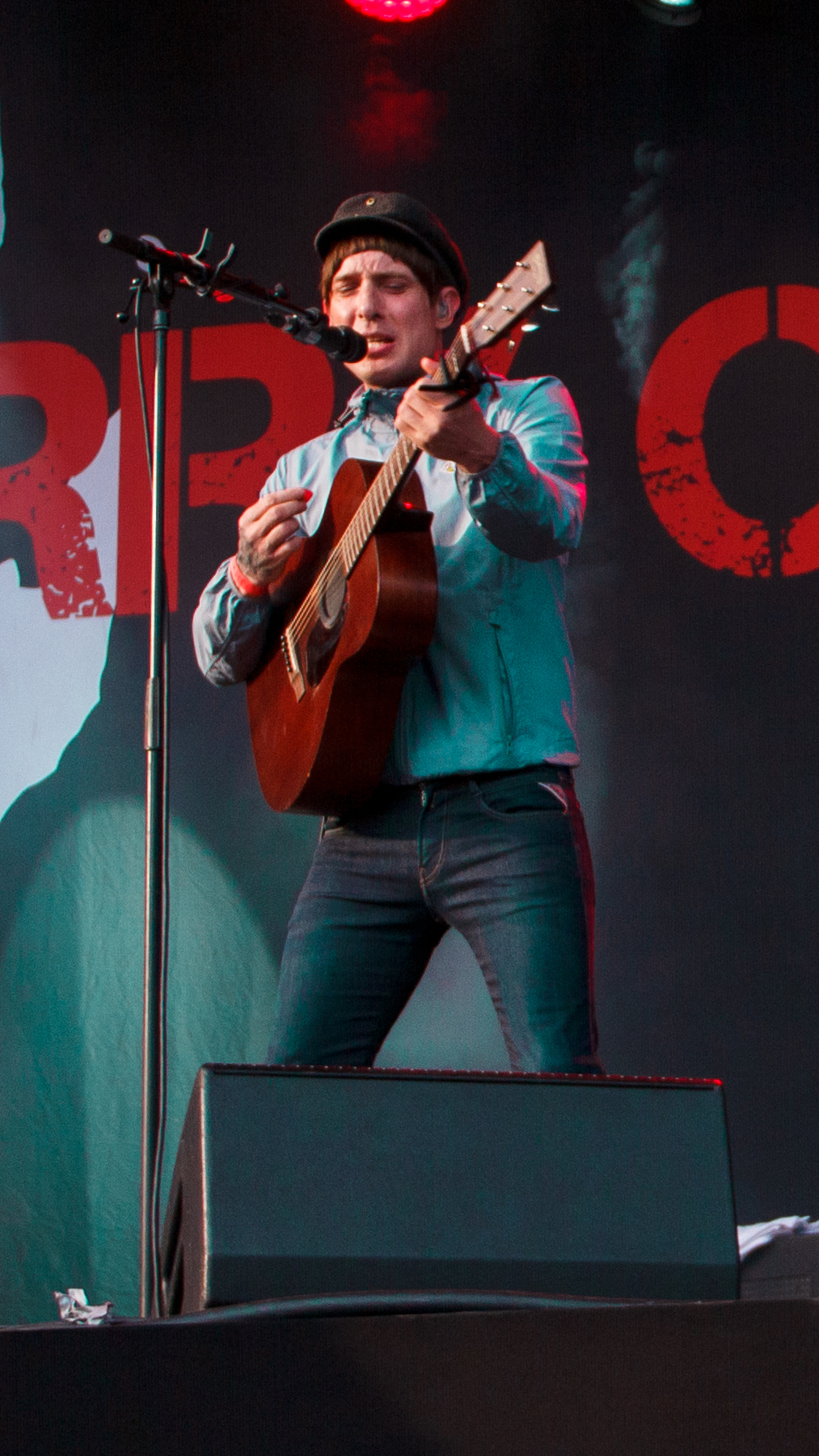
Gerry Cinnamon (2019)

Gerry Cinnamon (* 1. Oktober 1984 in Glasgow als Gerard Crosbie) ist ein schottischer Singer-Songwriter. Er hatte 2017 seinen Durchbruch mit dem Album Erratic Cinematic.

## Biografie
Gerard Crosbie spielte in seiner Schulzeit in der Band The Cinnamons, wovon er seinen Künstlernamen Gerry Cinnamon ableitete. Bevor er selbst als erfolgreicher Solomusiker in Erscheinung trat, wurde er als Veranstalter einer „Offenen Bühne“ (Open Mic) in einer Glasgower Bar bekannt. Ab 2014 machte er lokal mit eigenen Songs und seinen Liveauftritten von sich reden. Bekannt wurde der Musiker, der in starkem schottischem Akzent singt, auch durch seine engagierten Texte, z. B. Hope over Fear, das von den Befürwortern des schottischen Unabhängigkeitsreferendums verwendet wurde, und das sozialkritische Kampfire Vampire über die Jugendzeit in Glasgow, sein erster kommerzieller Erfolg. Seine Auftritte wurden größer, so trat er mehrfach beim schottischen Musikfestival T in the Park auf und ging mit Ocean Colour Scene als Vorsänger auf Tour. 2016 wurde er bei den Scottish Alternative Music Awards als bester Livekünstler ausgezeichnet.
Für seine erste Albumveröffentlichung sammelte er Geld bei seinen Fans. Erratic Cinematic hieß das Debüt und es erschien im September 2017. Es stieg auf Platz 8 der schottischen Regionalcharts ein, seine Höchstplatzierung mit Position 3 erreichte es eineinhalb Jahre später. Im Sommer 2018 stieg es in die gesamtbritischen Charts ein, es kam auf Platz 17 und wurde dort ebenfalls zu einem Langläufer mit über eineinhalb Jahren Chartaufenthalt. Im Sommer 2019 wurde es mit Gold ausgezeichnet. Zwei Songs daraus, Belter und Sometimes, erreichten ebenfalls Goldstatus.
Zu der Zeit veröffentlichte er mit Canter einen neuen Song, der ein Nummer-eins-Hit in Schottland wurde. Er war der erste Song für sein zweites Album The Bonny. Cinnamon ließ sich noch mehrere Monate Zeit, bis es im April 2020 veröffentlicht wurde. Es stieg auf Platz 1 der schottischen, der britischen und auch der irischen Charts ein. Außerhalb der britischen Inseln kam es noch in der Schweiz in die Hitparade.

## Diskografie

### Alben
| Jahr | Titel                | Höchstplatzierung, Gesamtwochen, AuszeichnungChartplatzierungen (Jahr, Titel, Platzierungen, Wochen, Auszeichnungen, Anmerkungen) | Höchstplatzierung, Gesamtwochen, AuszeichnungChartplatzierungen (Jahr, Titel, Platzierungen, Wochen, Auszeichnungen, Anmerkungen) | Anmerkungen                                                                 |
| Jahr | Titel                | CH | UK | Anmerkungen                                                                 |
| ---- | -------------------- | --- | --- | --------------------------------------------------------------------------- |
| 2017 | Erratic Cinematic    | — | UK17 Platin · (83 Wo.)UK | Erstveröffentlichung: 28. September 2017 Verkäufe: + 300.000                |
| 2020 | The Bonny            | CH62 (1 Wo.)CH | UK1 Platin · (41 Wo.)UK | Erstveröffentlichung: 17. April 2020 Verkäufe: + 300.000                    |
| 2023 | Live at Hampden Park | — | UK12 (1 Wo.)UK | Erstveröffentlichung: 14. Juli 2023 Platz 1 in den schottischen Albumcharts |

### Singles
| Jahr | Titel Album                  | Höchstplatzierung, Gesamtwochen, AuszeichnungChartsChartplatzierungen (Jahr, Titel, Album, Platzierungen, Wochen, Auszeichnungen, Anmerkungen) | Anmerkungen                            |
| Jahr | Titel Album                  | UK | Anmerkungen                            |
| --- | ---------------------------- | --- | -------------------------------------- |
| 2019 | Canter The Bonny             | UK50 Platin · (11 Wo.)UK | Erstveröffentlichung: 22. Juni 2019    |
| 2019 | Sun Queen The Bonny          | UK64 Gold · (2 Wo.)UK | Erstveröffentlichung: 11. Oktober 2019 |
| 2020 | Where We’re Going The Bonny  | UK39 Platin · (11 Wo.)UK | Erstveröffentlichung: 21. Februar 2020 |
| 2020 | Head in the Clouds The Bonny | UK65 (1 Wo.)UK | Erstveröffentlichung: 13. April 2020   |
| Folgende Lieder erschienen nicht als Single, wurden aber durch das Album zum Download und Streaming bereitgestellt und konnten somit eine Platzierung erlangen: |                              | |                                        |
| |                              | |                                        |
| 2019 | Belter Erratic Cinematic     | UK88 ×2Doppelplatin · (4 Wo.)UK |                                        |
| 2019 | Sometimes Erratic Cinematic  | UK98 ×2Doppelplatin · (3 Wo.)UK |                                        |

Weitere Singles
- 2014: Hope over Fear
- 2015: Kampfire Vampire (UK: Silber)
- 2019: Dark Days (UK: Silber)
- 2019: The Bonny (UK: Silber)

Weitere Lieder mit Auszeichnungen
- 2015: Fickle Mcselfish (UK: Silber)
- 2017: Lullaby (UK: Gold)
- 2017: What Have You Done (UK: Gold)
- 2017: Diamonds In The Mud (UK: Silber)
- 2017: Fortune Favours The Bold (UK: Silber)
- 2020: Ghost (UK: Silber)